# Kazimierz Wasilewski (urzędnik)
Kazimierz Wasilewski, także Kazimierz T. Wasilewski (ur. 27 maja 1917, zm. 21 marca 2001) – sędzia szachowy klasy międzynarodowej, działacz szachowy, urzędnik.

## Życiorys
Około 1937 rozpoczął pracę w administracji państwowej. Pracował jako zastępca przewodniczącego Komisji Planowania Wojewódzkiej Rady Narodowej w Łodzi, a od 1977 jako przewodniczący Komisji Planowania WRN w Łodzi. Współpracował przy tworzeniu „Programu rozwoju i modernizacji Łodzi w latach 1971–1975”, „Wojewódzkiego planu społeczno-gospodarczego na lata 1986–1990”. Jest autorem innych publikacji i opracowań nt. funkcjonowania administracji państwowej.

### Działalność sportowa
W latach 1965–1993 był prezesem Okręgowego Związku Szachowego. Dzięki jego zaangażowaniu w Łodzi odbywały się finały Mistrzostw Polski mężczyzn i kobiet, Mistrzostwa Polski w grze błyskawicznej, Memoriały Kazimierza Makarczyka, mecze międzypaństwowe w szachach. W 1968 uzyskał tytuł arbitra klasy międzynarodowej FIDE. W latach 80. XX w. 10-krotnie pełnił funkcję sędziego głównego podczas Memoriałów Akiby Rubinsteina. Był kapitanem sportowym i związkowym, skarbnikiem oraz członkiem zarządu Polskiego Związku Szachowego, a także kierownikiem reprezentacji podczas zawodów szachowych, m.in. na olimpiadzie w 1980 na Malcie. W 1985 otrzymał tytuł Honorowego Członka Polskiego Związku Szachowego.

## Odznaczenia
- Honorowa Odznaka Miasta Łodzi (1955)[6],
- Nagroda Miasta Łodzi (1987) – za działalność zawodową i społeczną na rzecz rozwoju i modernizacji Łodzi oraz województwa łódzkiego[1],
- Krzyż Komandorski Orderu Odrodzenia Polski (1987)[7].